# کشتی در المپیک تابستانی ۲۰۰۴ – ۷۴ کیلوگرم فرنگی مردان
کشتی فرنگی ۷۴ کیلوگرم مردان در بازی‌های المپیک تابستانی ۲۰۰۴ در برنامه کشتی از تاریخ ۲۴ تا ۲۵ اوت در تالار المپیک آنو لیوسیا برگزار شد.